# 16ª Brigata artiglieria della Guardia Nazionale
La 16ª Brigata autonoma artiglieria (in ucraino 16-та окрема артилерійська бригада?, 16-ta okrema artylerijs'ka bryhada, unità militare 3101) è un'unità di artiglieria della Guardia nazionale dell'Ucraina con base a Dnipro.

## Storia
L'unità è stata costituita il 18 marzo 2022, in seguito all'invasione russa dell'Ucraina, come 16ª Brigata della Guardia Nazionale. Nel corso del 2023 la brigata è rimasta di stanza nella oblast' di Kiev, contribuendo all'abbattimento dei droni russi diretti contro la capitale ucraina.
L'11 marzo 2024 la brigata è stata riorganizzata secondo gli standard NATO come unità di artiglieria, la prima e unica di questo tipo nella Guardia nazionale ucraina, venendo equipaggiata con gli obici semoventi di produzione autoctona 2S22 Bohdana. Il comando è stato assegnato al tenente colonnello Oleh Holinej, Eroe dell'Ucraina distintosi particolarmente per la distruzione di decine di veicoli da combattimento russi durante le battaglie nell'oblast' di Luhans'k nel 2022, quando guidava i reparti di artiglieria della 4ª Brigata di reazione rapida. Nell'estate del 2024 la brigata ha supportato la 12ª Brigata operazioni speciali "Azov" nei combattimenti sul fronte di Kreminna. Il 24 agosto, in occasione del Giorno dell'indipendenza dell'Ucraina, il presidente Volodymyr Zelens'kyj le ha consegnato la bandiera di guerra. All'inizio del 2025 la brigata ha ricevuto in dotazione i semoventi d'artiglieria da 155 mm Zuzana di produzione slovacca. Nel corso del 2025 l'unità ha svolto missioni di combattimento lungo tutta la linea del fronte a supporto dei due corpi d'armata della Guardia Nazionale di recente costituzione, il 1º "Azov" e il 2º "Chartija".

## Struttura
- Comando di brigata[9]
- 1º Battaglione artiglieria semovente
- 2º Battaglione artiglieria semovente
- Battaglione artiglieria lanciarazzi
- Battaglione artiglieria contraerei
- Battaglione acquisizione obiettivi
- Compagnia sistemi senza pilota
- Unità di supporto

## Comandanti
- Colonnello Vjačeslav Syvka (marzo 2022 - marzo 2024)[10]
- Colonnello Oleh Holinej (marzo 2024 - in carica)[3]